# Теория на дейността
Теорията на дейността или дейностния подход е школа в съветската психология, основана от Алексей Леонтиев и Сергей Рубинщейн върху културно-историческия подход на Лев Виготски. Теорията представлява хибрид от психологически факти и аксиоми на марксизмо-ленинизма и господства в съветската психология до края на 80-те години.

## История
Времето на създаването на теорията е през 20-30-те години на 20 век.
Рубинщейн и Леонтиев разработват теорията паралелно и независимо един от друг. При това те се опират на трудовете на Виготски и на философската теория на Карл Маркс и поради това в техните работи има много общо.
Основната теза на теорията е следната: съзнанието определя дейността, а дейността определя съзнанието.
На основата на това положение през 30-те Рубинщейн формира основния принцип: „единство на съзнанието и дейността“. Психиката и съзнанието – това не са два различни аспекти, те образуват органично единство (но не равенство). Дейността не е съвкупност от рефлекторни реакции на външен стимул, така както регулира съзнанието. Съзнанието се разглежда като реалност, която не е дадена на субекта непосредствено за неговото самонаблюдение. Съзнанието може да бъде опознато само чрез система от субективни отношения, в това число чрез дейността на субекта, в процеса който този субект се развива. Леонтиев уточнява твърдението на Рубинщейн: „Съзнанието не просто се проявява като отделна реалност, съзнанието е изградено и неразривно свързано с нея“.